# Osice
Osice település Csehországban, a Hradec Králové-i járásban. Osice Dolany, Lhota pod Libčany, Osičky, Praskačka, Syrovátka, Plch és Staré Ždánice településekkel határos. Lakosainak száma 556 fő (2024. január 1.).

## Népesség
A település lakosságának változását az alábbi diagram mutatja:
| Lakosok száma | 714  | 797  | 672  | 589  | 472  | 404  | 490  | 496  | 547  | 556  |
|               | 1869 | 1890 | 1921 | 1950 | 1980 | 2001 | 2017 | 2019 | 2022 | 2024 |